# Cerimonia di apertura dei IX Giochi paralimpici invernali
(Claim della cerimonia di apertura Torino 2006)
La cerimonia di apertura dei IX Giochi paralimpici invernali si è tenuta il 10 marzo 2006 alle ore 18:00 CET (17:00 UTC), presso lo Stadio Olimpico di Torino (già Stadio comunale Vittorio Pozzo). Grazie a centinaia di milioni di contatti televisivi e a 32 paesi in collegamento lo spettacolo è risultato il quarto evento sportivo più visto al mondo nel 2006.
L'evento, promosso dal Comitato organizzatore, è stato ideato e prodotto da K2006 Filmmaster Group con la regia di Ric Birch, la produzione esecutiva di Marco Balich, autore e responsabile dei contenuti Alfredo Accatino, direzione artistica di Lida Castelli, scenografie di Mark Fisher e musiche originali di Enrico Cremonesi.
La produzione della cerimonia, trasmessa in diretta dalla Rai, ha coinvolto una squadra di 180 persone di staff e 2100 volontari, tra i quali 400 disabili. I diritti televisivi sono stati acquistati in tutti i continenti, compresa l'Africa e, per la prima volta, il Sudamerica, tanto da far diventare quest'edizione, a livello d'importanza mediatica, il terzo evento sportivo del 2006 dopo olimpiadi e mondiali di calcio per numero di spettatori e contatti televisivi.

## Programma
Il tema della cerimonia è stato Breaking all limits, breaking all barriers: abbattiamo ogni pregiudizio, abbattiamo ogni barriera; nel corso di questa, i momenti protocollari si sono alternati a quadri artistici legati al tema del superamento degli ostacoli e delle divisioni, mescolando tra loro artisti normodotati e diversamente abili, professionisti e volontari.
Nel primo segmento le bandiere delle otto precedenti edizioni dei Giochi paralimpici invernali sono state portate sul palco da alfieri su pattini a rotelle, in mezzo a una rappresentativa di sbandieratori italiani. La bandiera italiana è stata portata nello stadio da Alvise De Vidi, vincitore della maratona alle paralimpiadi di Atene 2004.
Si sono poi presentati sul palcoscenico l'alpinista Reinhold Messner e il pilota automobilistico Alex Zanardi, il quale ha dato vita a un importante intervento: "Mi chiamo Alex Zanardi e "sono" un pilota automobilistico." Messner ha quindi consegnato una freccia a una bambina non vedente, Silvia Battaglio, che l'ha portata a Paola Fantato, cinque volte campionessa paralimpica di tiro con l'arco e in gara anche ai Giochi della XXVI Olimpiade. L'arciera ha scagliato la freccia contro la scenografia che rappresentava un gigantesco muro, simbolo di tutte le barriere, dando inizio alla coreografia che ha portato all'apertura di un varco.
È stata eseguita la sfilata delle 39 nazioni partecipanti ai Giochi paralimpici. Le 38 delegazioni ospiti hanno sfilato in ordine alfabetico, dall'Armenia all'Ungheria; l'Italia ha sfilato per ultima, essendo la nazione ospitante.
Dopo i discorsi della presidentessa del comitato organizzatore Tiziana Nasi e del presidente del Comitato Paralimpico Internazionale Phil Craven, alle 19:12 CET (18:18 UTC) il Presidente della Repubblica Italiana Carlo Azeglio Ciampi ha dichiarato ufficialmente "aperti i IX Giochi paralimpici invernali di Torino". Subito dopo è stato suonato l'inno paralimpico mentre faceva il suo ingresso nello stadio la bandiera paralimpica portata da otto esponenti dello sport paralimpico italiano tra cui Dino Stucchi, seguiti dagli sciatori Stefania Belmondo (ultimo tedoforo dei XX Giochi olimpici invernali), Paolo De Chiesa, Piero Gros e Alberto Tomba, dal pallavolista Andrea Zorzi e da una rappresentanza mista della Juventus e di ex giocatori del Torino (guidata da Claudio Sala), essendo i granata impegnati in una gara in trasferta.
Dopo il giuramento paralimpico degli atleti e dei giudici, è entrata nello stadio la fiamma paralimpica portata da Lorenzo Ricci accompagnato dalla sua guida. Ricci ha passato la torcia a Roland Ruepp. Nella parte finale della staffetta sono stati coinvolti in una "catena umana" 39 atleti, uno in rappresentanza di ogni nazione presente ai Giochi, che si sono passati di mano in mano la torcia fino a consegnarla ad Aroldo Ruschioni, vincitore di tre medaglie d'oro ai I Giochi paralimpici estivi che si tennero a Roma nel 1960. Ruschioni è stato raggiunto da Silvia Battaglio, la bambina che aveva portato la freccia, e insieme hanno acceso il braciere olimpico.
Nel corso dello spettacolo si è esibito il cantante italiano Luciano Ligabue che ha cantato il brano Il giorno dei giorni.
La cerimonia si è conclusa con un valzer ballato da performer disabili e non disabili, tra cui anche la ballerina Simona Atzori, trasformandosi in una grande festa che ha coinvolto tutto lo stadio dando vita a un grande laser show mai presentato in Italia.
Nel crescendo musicale, mentre lo stadio si trasformava in una sorta di grande discoteca, sono infine scesi sul pubblico 400 palloni colorati e sono state sparate in aria 2 tonnellate di kabuki e stelle filanti che hanno fatto da cornice alla coinvolgente festa finale.

## Concept creativo
Il concept della cerimonia si è basato sull'abbattimento di qualsiasi pregiudizio e barriera, così come recita il claim dell'evento. Lo stesso concetto è alla base dello sport paralimpico, in cui la voglia di competere e vincere va al di là delle difficoltà imposte da patologie e limitazioni fisiche, di quelle logistiche e operative e di limiti apparentemente impossibili da superare.
Un approccio che ha voluto ribadire anche “visivamente” la necessità di abbattere ogni ostacolo, ogni barriera materiale, emotiva, psicologica, culturale, strutturale, architettonica e che ha trasformato la cerimonia di quest'edizione dei Giochi paralimpici in una "cerimonia di tutti", senza escludere nessuno.

## Delegazioni
Le trentanove delegazioni presenti in ordine di apparizione nel corso della sfilata.
| Paese         | Portabandiera             | Sport                 |
| ------------- | ------------------------- | --------------------- |
| Andorra       | Francesca Ramirez Capitan | sci alpino            |
| Armenia       | Greta Khndzrtyan          | sci alpino            |
| Australia     | Michael Milton            | sci alpino            |
| Austria       | Ransa Haslacher           | sci alpino            |
| Belgio        | Natasha De Troyer         | sci alpino            |
| Bielorussia   | Liudmila Vauchok          | sci nordico           |
| Bulgaria      | Aleksander Tsokanov       | sci nordico           |
| Canada        | Todd Nicholson            | hockey su slittino    |
| Cile          | Jorge Migueles            | sci alpino            |
| Cina          | Jie Zhang                 | sci nordico           |
| Corea del Sud | Sang Min Han              | sci alpino            |
| Croazia       | Zlatko Pesjak             | sci alpino            |
| Danimarca     | Kenneth Orbaek            | curling in carrozzina |
| Finlandia     | Sisko Kiiski              | sci nordico           |
| Francia       | Anne Floriet              | sci nordico           |
| Germania      | Martin Braxenthaler       | sci alpino            |
| Giappone      | Yoshihiro Nitta           | sci nordico           |
| Regno Unito   | Philip Saunders           | hockey su slittino    |
| Grecia        | Ioannis Vlachos           | sci alpino            |
| Iran          | Sadegh Kalhor             | sci alpino            |
| Kazakistan    | Zeinolla Seitov           | sci nordico           |
| Lettonia      | Maris Nimrods             | sci alpino            |
| Messico       | Armando Ruiz              | sci alpino            |
| Mongolia      | Sukhbaatar Nyamaa         | sci nordico           |
| Norvegia      | Helge Ivar Bjornstad      | hockey su slittino    |
| Nuova Zelanda | Anthony Field             | sci alpino            |
| Polonia       | Katarzyna Rogowiec        | sci nordico           |
| Rep. Ceca     | Anna Kulíšková            | sci alpino            |
| Russia        | Valeriy Kupchinskiy       | sci nordico           |
| Slovacchia    | Radomir Dudas             | sci alpino            |
| Slovenia      | Ziga Breznic              | sci alpino            |
| Spagna        | Ian Santacana             | sci alpino            |
| Stati Uniti   | Christopher Devlin-Young  | sci alpino            |
| Sudafrica     | Bruce Warner              | sci alpino            |
| Svezia        | Rolf Johansson            | curling in carrozzina |
| Svizzera      | Chiara Devittori          | sci nordico           |
| Ucraina       | Sergiy Khyzmnyak          | sci nordico           |
| Ungheria      | Agnes Vass                | sci alpino            |
| Italia        | Melania Corradini         | sci alpino            |